# Gasthaus Magdeburger Hof

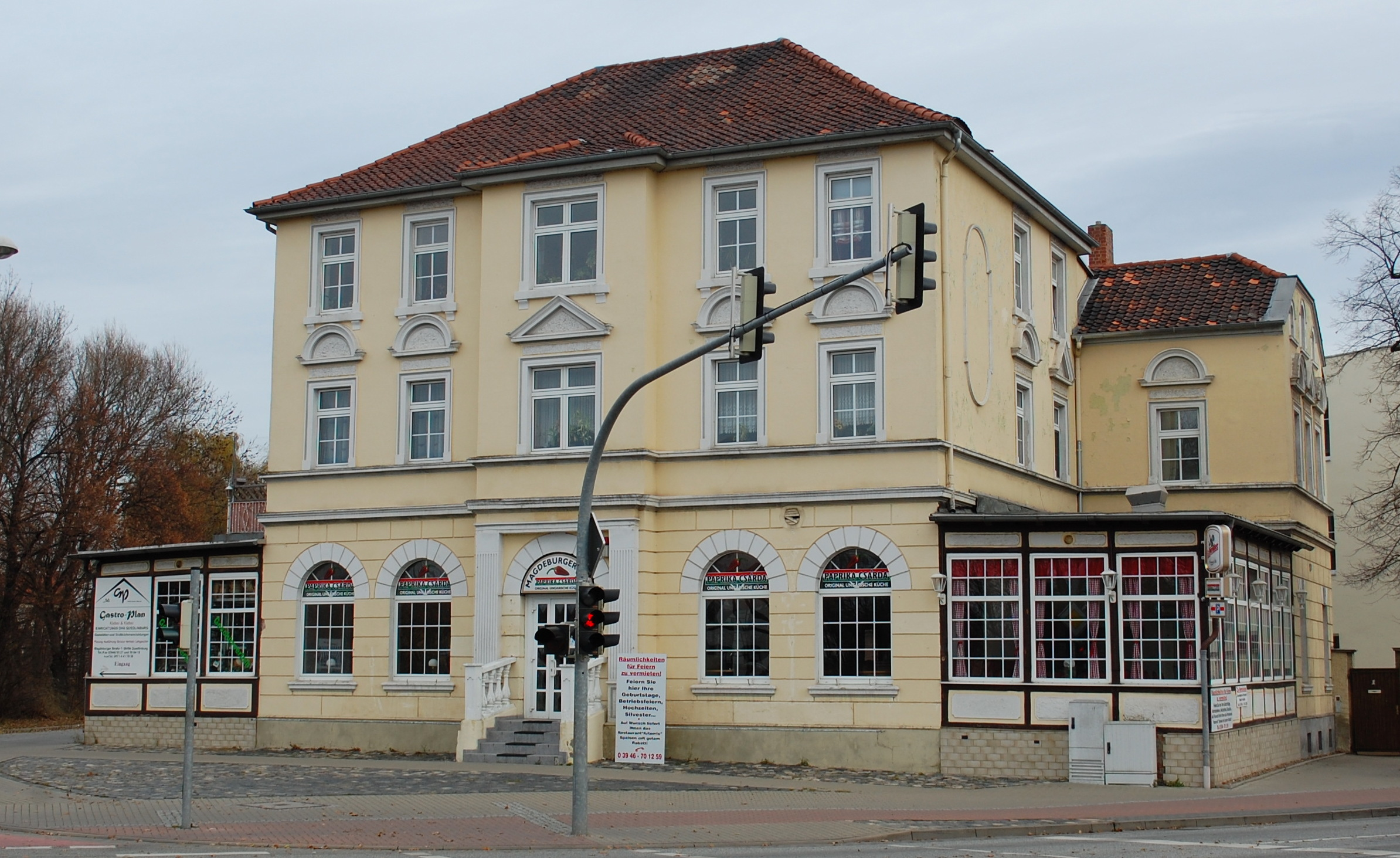
Gasthaus Magdeburger Hof

Das Gasthaus Magdeburger Hof ist ein denkmalgeschütztes Gasthaus in Quedlinburg in Sachsen-Anhalt.

## Lage
Das im Quedlinburger Denkmalverzeichnis eingetragene Gasthaus befindet sich östlich der historischen Quedlinburger Innenstadt an der Kreuzung von Magdeburger Straße, Rathenaustraße und Höfenweg an der Adresse Magdeburger Straße 1. Die Magdeburger Straße stellt ein Teilstück der Bundesstraße 6 dar. Etwas westlich des Hauses fließt die Bode.

## Architektur und Geschichte
Das zur Kreuzung hin ausgerichtete dreigeschossige Gasthaus entstand in der Zeit um das Jahr 1900. Das streng symmetrisch angelegte verputzte Gebäude verfügt über einen Mittelrisalit. Zu beiden Seiten des Gebäudes sind hölzerne Wintergärten angefügt.